# Samuil I al Constantinopolului
Samuil (din greacă: Σαμουήλ, nume la naștere de Skarlatos Hațeris; n. 1700, Constantinopol, Imperiul Otoman – d. 10 mai 1775, Heybeliada Mahallesi⁠(d), Imperiul Otoman) a fost Patriarh Ecumenic al Constantinopolului între anii 1763-1768 și 1773-1774.
S-a născut în anul 1700 la Constantinopol. A studiat într-o școală ortodoxă numită “Great School of the Nation”. La o vârstă fragedă a fost hirotonit diacon, iar după ceva timp arhidiaconul Patriarhului Paisius al II-lea.
A fost ales ca Episcop al orașului Derkoi în anul 1731 și Patriah Ecumenic de Constantinopol la 24 mai 1763, chiar dacă avea o vârstă prea înaintată pentru această funcție în biserică.
În timpul păstoririi patriarhale, acesta se ocupa cu finanțele Patriarhiei:
- -A limitat cheltuielile
- -A oprit strângerile de fonduri.

A abrogat vechiul obicei al preoților și ieromonahilor de a aduce ofrande (animale, alimente de natură animală[…]) Patriarhiei.
A reimplementat și îmbunătățit educația și a readus în lume autoritatea patriarhală.
În anul 1767 a scos Arhiepiscopiile Pec și Ohrid de sub autocefalie și le-a adus sub jurisdicția Patriarhiei ecumenice a Constantinopolului.
La nivel social, el a luptat împotriva “sclaviei femeii” și s-a opus nunții forțate, doar pentru primirea de zestre și averi.
El a decis să împartă sigiliul patriarhal în patru părți, dintre care trei au fost date ierarhilor sinodici. În acest fel, el a subliniat sistemul administrativ sinodic al Patriarhiei, conform căruia există o responsabilitate comună, iar puterea de decizie a Patriarhului este limitată.
Deciziile sale radicale au provocat reacții, care au dus din nefericire la renunțarea sa de la Scaunul Patriarhal în data de 5 noiembrie 1768.
A fost exilat în Lavra pe Muntele Athos, dar în anul 1770 a convins conducerea otomană să-i ofere din nou ocazia să se întoarcă la reședința din Tarabya. După lăsarea Scaunului Patriarhal de către Theodosius al II-lea, Sinodul Ecumenic l-au reconvocat pe Samuil împotriva voinței sale. Cu toate acestea, la data de 17 noiembrie 1773 redevine Patriarh al Constantinopolului.
  A doua sa pastorire în fruntea Patriarhiei a ținut un singur an. În timpul acestui an, el a încercat să rezolve problemele cu „Kollyvades”, alegând o pedeapsă mai dură decât predecesorul său Theodosius II.
La data de 1774, a fost din nou exilat în Muntele Athos, iar mai apoi în Heybeliada, unde a și trecut la cele veșnice la 10 mai 1775.
A fost înmormântat în Biserica Sfântul Nicolae din Heybeliada.